# Dariusz Pluta
Dariusz Pluta (ur. 31 sierpnia 1965 w Żaganiu) – żołnierz, emerytowany generał dywizji Wojska Polskiego, były Zastępca Szefa Sztabu Generalnego Wojska Polskiego.

## Przebieg służby wojskowej
Absolwent Wojskowej Akademii Technicznej w Warszawie (1989), Politechniki Radomskiej (1998), Naval Command Callege w Newport, w Stanach Zjednoczonych (2009) oraz Akademii Sztuki Wojennej w Warszawie, gdzie uzyskał stopień naukowy doktora w dziedzinie nauk społecznych (2019).
W latach 1989–1997 pełnił służbę w Wojskowym Ośrodku Szkolno-Badawczym Służby MPS w Puławach, a następnie w Wojskowym Ośrodku Badawczo-Rozwojowym Służby MPS w Warszawie. W latach 1997–2002 pełnił służbę w Departamencie Rozwoju i Wdrożeń oraz w Departamencie Polityki Zbrojeniowej Ministerstwa Obrony Narodowej.
W latach 2004–2006 szef Oddziału Planowania Modernizacji Technicznej w Generalnym Zarządzie Planowania Strategicznego P5,  a następnie szef Oddziału Planowania Zakupu Środków Materiałowych w Zarządzie Planowania Rzeczowego – P8 Sztabu Generalnego Wojska Polskiego (2007-2011).
W latach 2011–2015 dowódca 1 Brygady Logistycznej w Bydgoszczy, a następnie szef Zarządu Planowania Logistycznego J-4 w Dowództwie Generalnym Rodzajów Sił Zbrojnych w Warszawie (2015-2016).
Z dniem 16 grudnia 2016 decyzją Ministra Obrony Narodowej został wyznaczony na stanowisko Szefa Inspektoratu Uzbrojenia.
Postanowieniem Prezydenta RP Andrzeja Dudy z dnia 1 sierpnia 2018 został mianowany z dniem 15 sierpnia 2018 na stopień generała brygady. Akt mianowania odebrał 15 sierpnia 2018 z rąk Prezydenta RP w Pałacu Prezydenckim.
Z dniem 3 sierpnia 2020 decyzją Ministra Obrony Narodowej został wyznaczony na stanowisko Zastępcy Szefa Sztabu Generalnego Wojska Polskiego. Postanowieniem Prezydenta RP Andrzeja Dudy z dnia 25 lutego 2021 został mianowany z dniem 1 marca 2021 na stopień generała dywizji. Akt mianowania odebrał 1 marca 2021 z rąk Prezydenta RP w Pałacu Prezydenckim.
Z dniem 31 stycznia 2025 zakończył zawodową służbę w Wojsku Polskim.

## Ordery i odznaczenia[14]
- Krzyż Kawalerski Orderu Odrodzenia Polski – 2021
- Srebrny Krzyż Zasługi – 2005
- Brązowy Krzyż Zasługi – 2000
- Wojskowy Krzyż Zasługi – 2008[15]
- Medal Srebrny za Długoletnią Służbę – 2015
- Złoty Medal „Siły Zbrojne w Służbie Ojczyzny” – 2017
- Srebrny Medal „Siły Zbrojne w Służbie Ojczyzny” – 2003
- Brązowy Medal „Siły Zbrojne w Służbie Ojczyzny” – 1998
- Złoty Medal „Za Zasługi dla Obronności Kraju” – 2011
- Srebrny Medal „Za Zasługi dla Obronności Kraju” – 2005
- Brązowy Medal „Za Zasługi dla Obronności Kraju” – 1999
- Odznaka pamiątkowa Sztabu Generalnego Wojska Polskiego
- Odznaka pamiątkowa Agencji Uzbrojenia – 2025[13]
- Medal za Zasługi dla "Związku Oficerów Rezerwy RP"
- Medal 100-lecia ustanowienia Sztabu Generalnego Wojska Polskiego – 2018
- Złoty Krzyż Biskupa Polowego Deo et Patriae – 2025[16][13]
- Szabla Honorowa Wojska Polskiego – 2025[13]